# 平戸市立平戸中学校
平戸市立平戸中学校（ひらどしりつ ひらどちゅうがっこう）は、長崎県平戸市鏡川町にある公立中学校。

## 概要
歴史
1947年（昭和22年）の学制改革（六・三制の実施）により開校した。2012年（平成24年）に創立65周年を迎えた。
校訓
「創造　敬愛　錬磨」
校区
小学校区は平戸市立平戸小学校、平戸市立田助小学校。

## 沿革
- 1947年（昭和22年）4月1日 - 学制改革（六・三制の実施）により旧・平戸国民学校の高等科および旧・平戸青年学校が改組され、「平戸町立平戸中学校」となる。
  - 校舎完成までの間、平戸町立平戸小学校に併設。平戸小学校、旧・平戸青年学校を仮校舎として使用。
- 1955年（昭和30年）1月1日 - 市政施行により、「平戸市立平戸中学校」（現校名）に改称。
- 1960年（昭和35年）3月31日 - 平戸市立田助中学校を統合。
- 1961年（昭和36年）3月31日 - 鉄筋コンクリート造3階建て新校舎（普通教室10）が完成。
- 1964年（昭和39年）4月1日 - 体育館が完成。
- 1966年（昭和41年）3月25日 - 技術室・理科室が完成。
- 1968年（昭和44年）10月1日 - プールが完成。
- 1970年（昭和45年）11月5日 - 体育館への渡り廊下を設置。
- 1984年（昭和59年）4月1日 - 校門を設置。テニスコートが完成。
- 1988年（昭和63年）7月25日 - 相撲場を移転。
- 1989年（平成元年）11月30日 - 校舎全面塗装が完了。
- 1991年（平成3年）3月5日 - 特別教室を増築。
- 1993年（平成5年）
  - 3月1日 - 校訓を制定。
  - 9月20日 - 校訓碑を建立。
- 2003年（平成15年）3月28日 - ピロティーと武道場が完成。
- 2008年（平成20年）5月8日 - オランダ大使館員を招聘し、文化講演会を実施。
- 2011年（平成23年） - 新校舎建設のため、プールを解体[1]。
- 2012年（平成24年） - 新校舎が完成。

## 学校行事
3学期制
1学期
- 4月 - 着任式、始業式、入学式、歓迎行事、体育大会、
- 5月 - 教育相談、中間考査、平戸市中学校総合体育大会（球技・格技）
- 6月 - 家庭訪問、平戸市中学校総合体育大会（陸上競技）、期末考査
- 7月 - 長崎ッ子を見つめる週間、担任交代、終業式
- 8月 - 平和集会（9日 長崎原爆の日）

2学期
- 9月 - 始業式、1年野外活動、2年職場体験、3年修学旅行、
- 10月 - 平戸市中学校総合体育大会（駅伝）、中間考査、文化祭
- 11月 - 3年三者面談、期末考査
- 12月 - 人権集会、生徒会役員選挙、終業式

3学期
- 1月 - 始業式、実力考査
- 2月 - 学年末考査
- 3月 - 長崎県公立高校入試、卒業式、修了式

## 部活動
運動部
- 軟式野球部
- サッカー部
- 陸上部
- バスケットボール部
- バレーボール部（女）
- 卓球部
- ソフトテニス部（女）
- 柔道部
- 剣道部
- 空手部

文化部
- 吹奏楽部
- 美術部

## アクセス
最寄りのバス停
- 西肥バス 「平戸中学校下」バス停

最寄りの国道・県道
- 長崎県道153号田ノ浦平戸港線
- 長崎県道200号薄香港線

## 周辺
- 松浦史料博物館
- 天満神社
- 平戸警察署鏡川警察官駐在所
- 田原崎公民館

## 同名の中学校
- 横浜市立平戸中学校 （神奈川県 横浜市）

## 関連事項
- 長崎県中学校一覧